# Zdeněk Nejedlý
Zdeněk Nejedlý (Litomyšl, 1878 – Praga, 1962) è stato un musicologo ceco.
Marxista, fu Ministro dell'Istruzione dal 1945 al 1946 e dal 1948 al 1953 e poi vicepresidente del consiglio. La sua opera musicologica più importante è Storia del canto preussita in Boemia (1904).